# Bảng chữ cái tiếng Nga
Bảng chữ cái tiếng Nga là một bảng chữ cái Kirin gồm 33 ký tự, bao gồm 31 chữ cái, và 2 dấu, như sau:
| Thứ tự | Chữ cái tiếng Nga | Âm tiếng Việt tương tự | Chuyển tự sang tiếng Việt và Latinh |
| ------ | ----------------- | ---------------------- | ----------------------------------- |
| 1      | А а               | a                      | a                                   |
| 2      | Б б               | b                      | b                                   |
| 3      | В в               | v                      | v                                   |
| 4      | Г г               | g                      | g                                   |
| 5      | Д д               | đ                      | đ                                   |
| 6      | Е е               | ye                     | ye, e                               |
| 7      | Ё ё               | iô                     | iô (yo)                             |
| 8      | Ж ж               | gi                     | gi (zh)                             |
| 9      | З з               | d                      | d (z)                               |
| 10     | И и               | y                      | i                                   |
| 11     | Й й               | i                      | y                                   |
| 12     | К к               | k                      | k (c a, o, u)                       |
| 13     | Л л               | l                      | l                                   |
| 14     | М м               | m                      | m                                   |
| 15     | Н н               | n                      | n                                   |
| 16     | О о               | ô                      | o                                   |
| 17     | П п               | p                      | p                                   |
| 18     | Р р               | r                      | r                                   |
| 19     | С с               | x                      | x (s)                               |
| 20     | Т т               | t                      | t                                   |
| 21     | У у               | u                      | u                                   |
| 22     | Ф ф               | ph                     | ph, f                               |
| 23     | Х х               | kh                     | kh (h)                              |
| 24     | Ц ц               | ts                     | tx, x,                              |
| 25     | Ч ч               | tr                     | tr (ch)                             |
| 26     | Ш ш               | s                      | s (sh)                              |
| 27     | Щ щ               | s                      | s (shch)                            |
| 28     | Ъ ъ               | (dấu cứng)             | "                                   |
| 29     | Ы ы               | ư                      | ư                                   |
| 30     | Ь ь               | (dấu mềm)              | '                                   |
| 31     | Э э               | ê                      | e                                   |
| 32     | Ю ю               | iu                     | iu (yu)                             |
| 33     | Я я               | ia                     | ia (ya)                             |

Hiện nay, có 6 quy tắc khác nhau để chuyển tự tiếng Nga sang ký tự la-tinh. Xem chi tiết ở Chuyển tự tiếng Nga sang ký tự Latinh.
•                                            Phát triển ngôn ngữ văn hóa xã hội
•                                            Phát triển kỹ năng vận động từ ba đến bảy năm
•                                            Phát triển học thuật
•                                            Phát triển kỹ năng nhận thức 